# Rakousko na Letních olympijských hrách 2020
Rakousko na Letních olympijských hrách v roce 2020 v japonském Tokiu reprezentovalo 75 sportovců (36 mužů a 39 žen) ve 20 sportech. 
Cyklistka Anna Kiesenhoferová vybojovala v ženském silničním závodě pro Rakousko první zlatou medaili od olympijských her 2004 v Athénách.

## Medailisté
| Medaile | Jméno                | Sport            | Disciplína            | Datum        |
| ------- | -------------------- | ---------------- | --------------------- | ------------ |
| Zlato   | Anna Kiesenhoferová  | Cyklistka        | Ženy – silniční závod | 25. července |
| Stříbro | Michaela Polleresová | Judo             | Ženy – do 70 kg       | 28. července |
| Bronz   | Shamil Borchashvili  | Judo             | Muži – do 81 kg       | 27. července |
| Bronz   | Magdalena Lobnigová  | Veslování        | Ženy – skif           | 30. července |
| Bronz   | Lukas Weißhaidinger  | Atletika         | Muži – hod diskem     | 31. července |
| Bronz   | Bettina Planková     | Karate           | Ženy – do 55 kg       | 5. srpna     |
| Bronz   | Jakob Schubert       | Sportovní lezení | Muži – kombinace      | 5. srpna     |

## Účastníci
| Sport                   | Muži | Ženy | Celkem |
| ----------------------- | ---- | ---- | ------ |
| Synchronizované plavání | —    | 2    | 2      |
| Atletika                | 3    | 4    | 7      |
| Badminton               | 1    | 0    | 1      |
| Kanoistika              | 1    | 5    | 6      |
| Cyklistika              | 6    | 2    | 8      |
| Jezdectví               | 2    | 3    | 5      |
| Golf                    | 2    | 1    | 3      |
| Sportovní gymnastika    | 0    | 1    | 1      |
| Judo                    | 2    | 4    | 6      |
| Karate                  | 0    | 1    | 1      |
| Moderní pětiboj         | 1    | 0    | 1      |
| Veslování               | 0    | 3    | 3      |
| Jachting                | 3    | 3    | 6      |
| Sportovní střelba       | 1    | 1    | 2      |
| Skateboarding           | 0    | 1    | 1      |
| Sportovní lezení        | 1    | 1    | 2      |
| Plavání                 | 5    | 2    | 7      |
| Stolní tenis            | 3    | 3    | 6      |
| Tenis                   | 2    | 0    | 2      |
| Triatlon                | 2    | 2    | 4      |
| Vzpírání                | 1    | 1    | 2      |
| Celkem                  | 36   | 39   | 75     |